# Albert H. Wiggin
Albert H. Wiggin (né le 21 février 1868, mort le 21 mai 1951)  est un banquier américain, ancien dirigeant de la Chase, qui selon John Kenneth Galbraith est l'un des responsables, de par son comportement risqué voire délictueux, de la crise de 1929. Il a facilité des pratiques spéculatives qui, entre-autres, mèneront à la crise de 1929.